# Шампање ле Сек
Шампање ле Сек (фр. Champagné-le-Sec) насеље је и општина у западној Француској у региону Поату-Шарант, у департману Вијена која припада префектури Монморијон.
По подацима из 2011. године у општини је живело 221 становника, а густина насељености је износила 27,66 становника/km². Општина се простире на површини од 7,99 km². Налази се на средњој надморској висини од 131 метар (максималној 144 m, а минималној 126 m).

## Демографија
| 1962. | 1968. | 1975. | 1982. | 1990. | 1999. | 2011. |
| ----- | ----- | ----- | ----- | ----- | ----- | ----- |
| 253   | 284   | 226   | 228   | 208   | 201   | 221   |

График промене броја становника у току последњих година